# Distretto di Anosibe An'Ala
Il distretto di Anosibe An'Ala è un distretto del Madagascar situato nella regione di Alaotra Mangoro. Ha per capoluogo la città di Anosibe An'Ala.
La popolazione del distretto è di 84 524 abitanti (dato censimento 2011).